# 石寨山型铜鼓
石寨山型铜鼓，是一类早期铜鼓，相对于万家坝型铜鼓，石寨山型的造型开始走向成熟，以云南省昆明市晋宁区上蒜镇石寨村石寨山古墓群出土的一批为代表。

## 特点
这类铜鼓面部宽大，胸部突出，足部纹饰华丽、内容布局对称。鼓面中心为典型太阳纹，三角光芒之间填以斜线，太阳纹之外是一道道宽窄不等的晕圈，饰锯齿纹、圆圈纹、点纹等构成的花纹带。腰部除晕圈组成的纹带外，还有由竖直纹带分隔成的方格，方格中常饰有牛、砍牛仪式、用羽毛装饰的人跳舞的图像。

## 图像

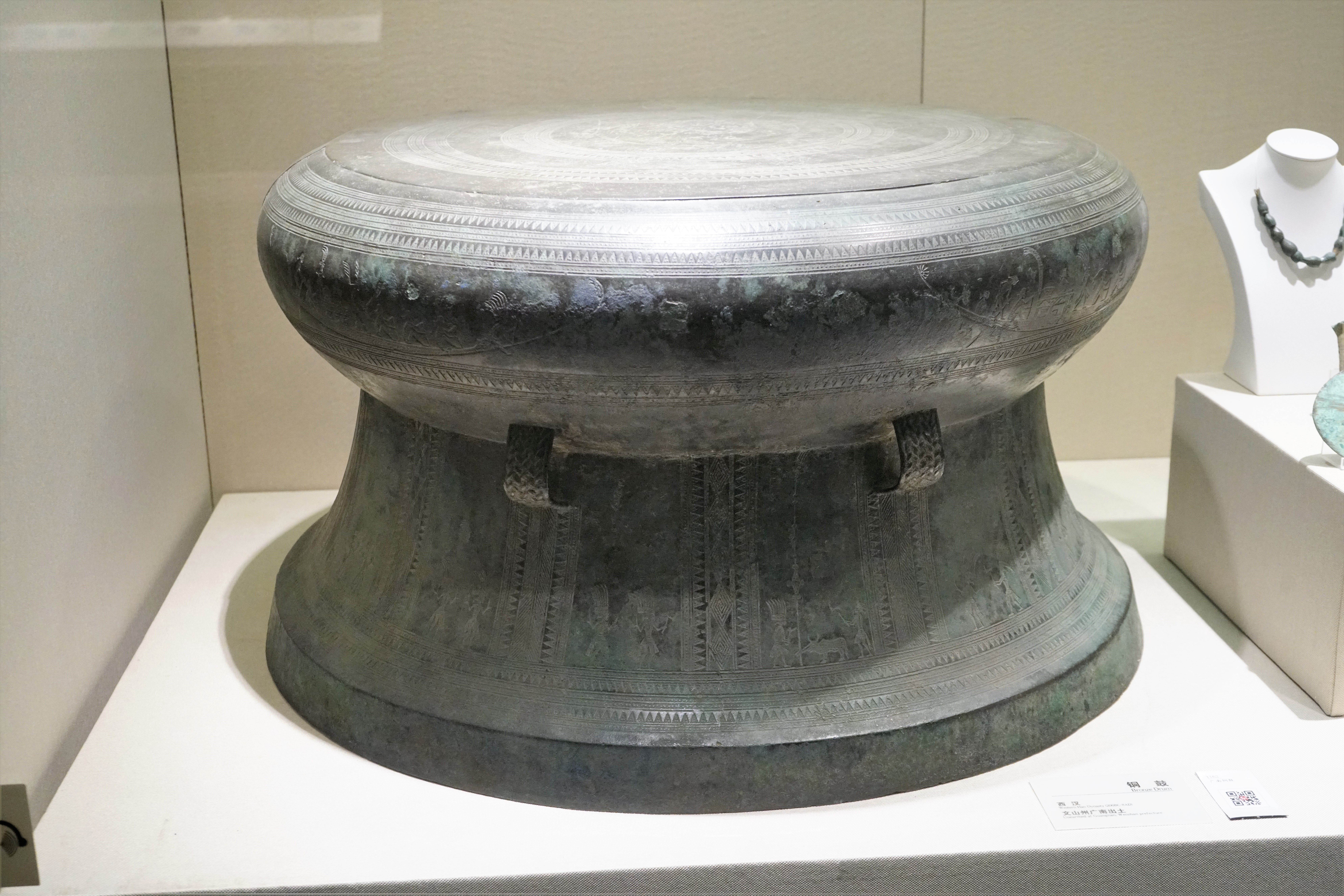
云南省博物馆藏的广南羽人船纹铜鼓，是石寨山型铜鼓典型代表
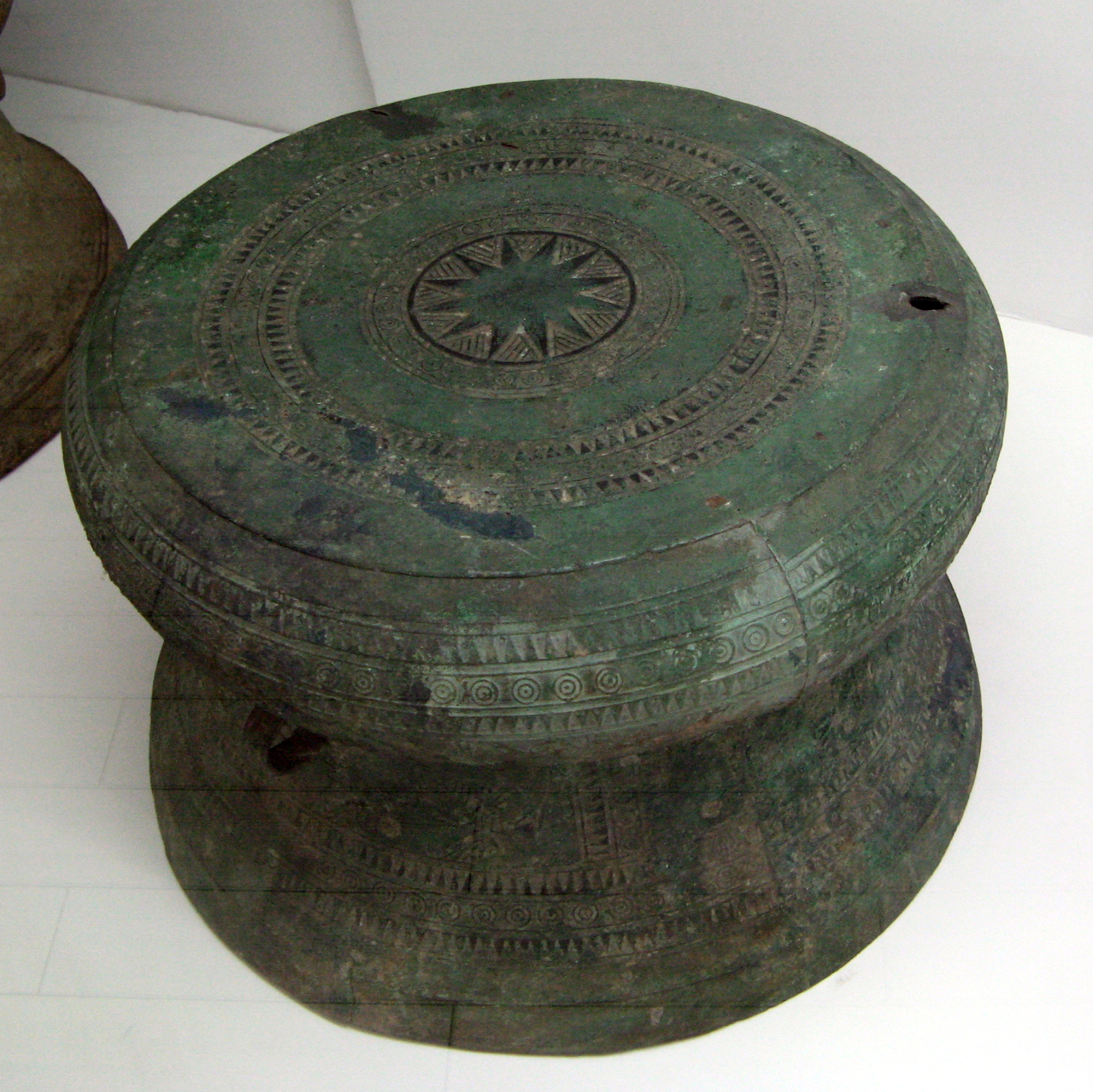
云南省博物馆藏的一个石寨山型铜鼓
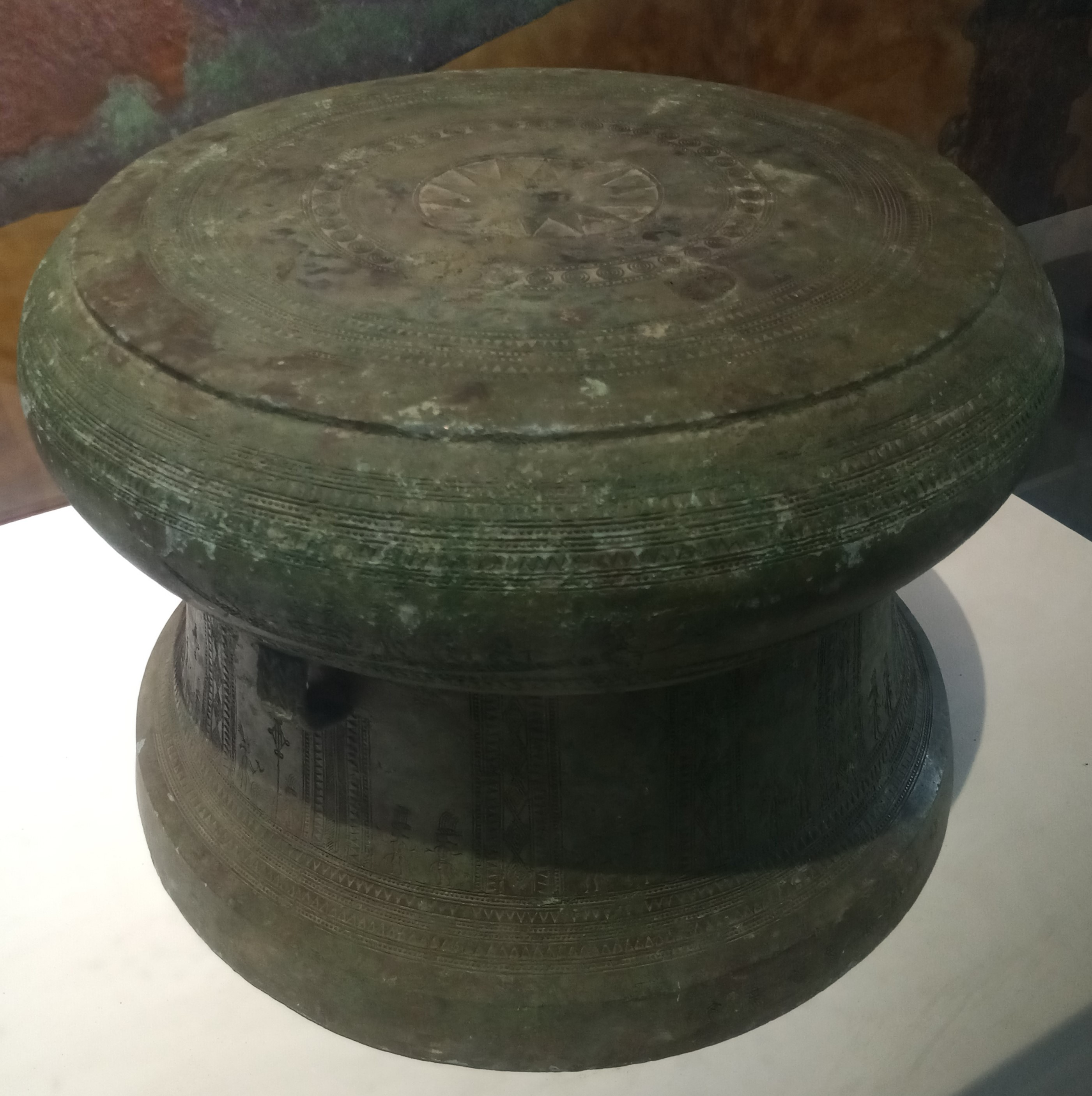
大理州博物馆藏的一个石寨山型铜鼓
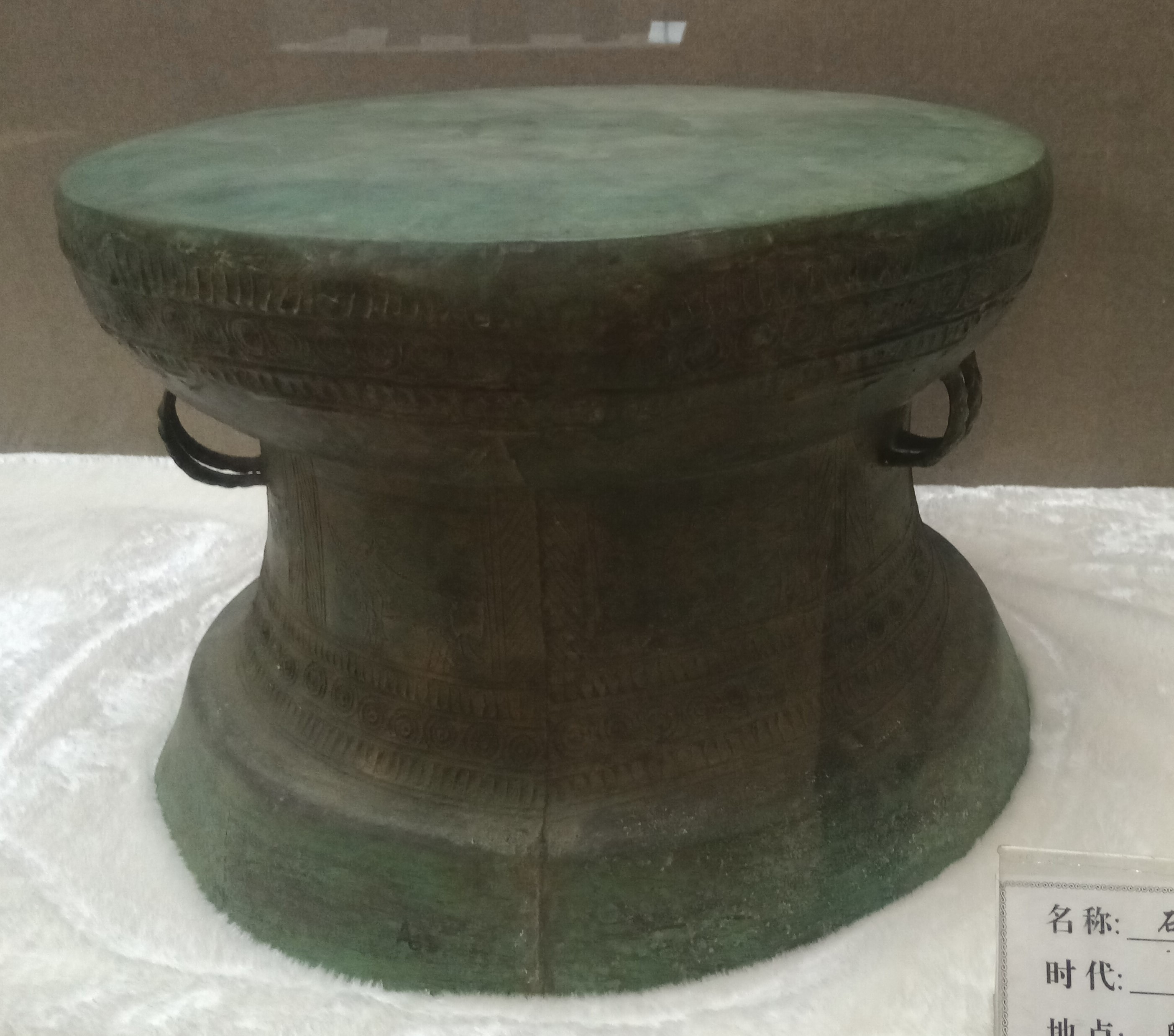
保山市博物馆馆藏的一个西汉腾冲市猴桥鎮石寨山型铜鼓
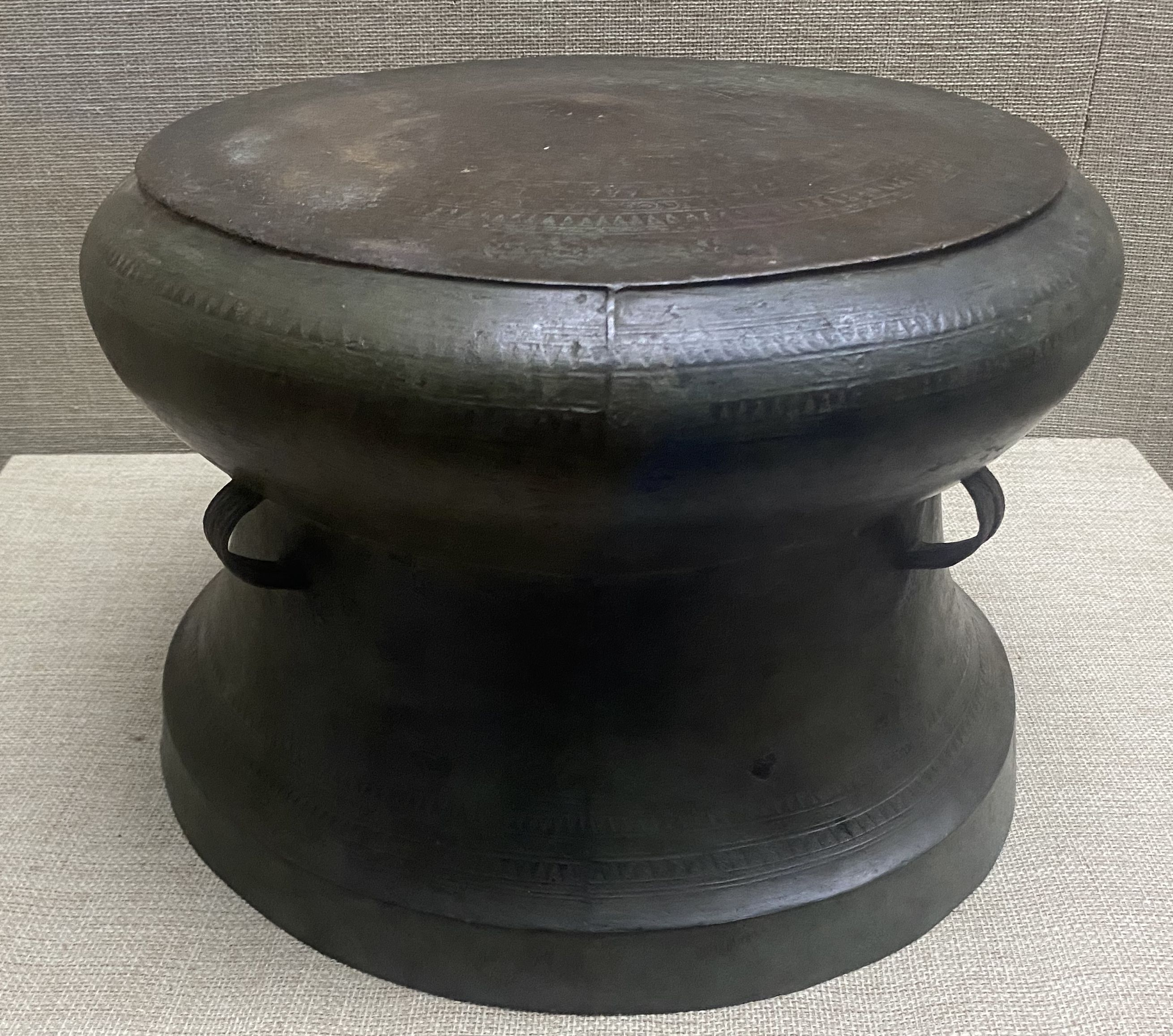
文山州博物馆城子上铜鼓，战国至西汉石寨山型
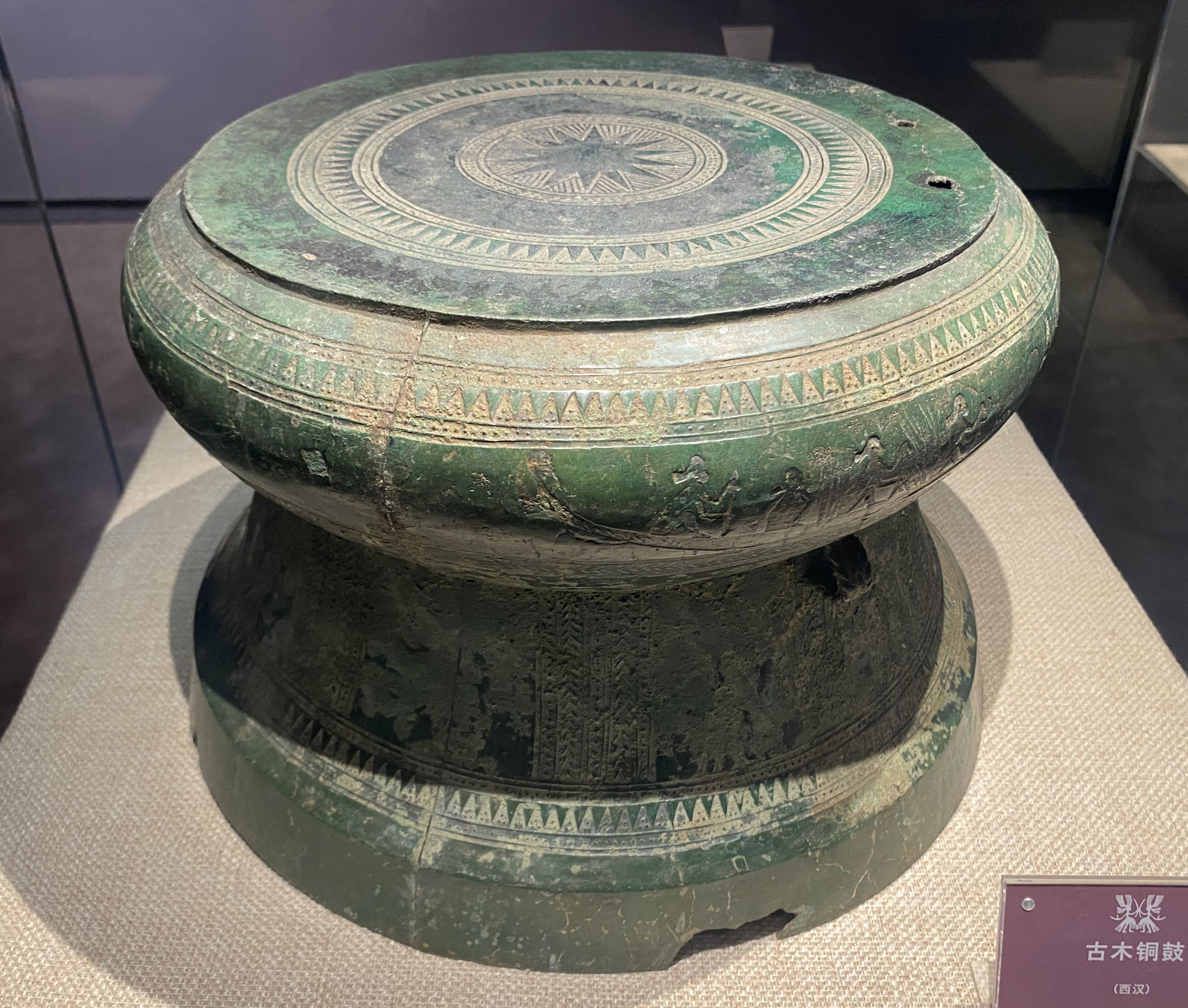
文山州博物馆古木铜鼓，西汉石寨山型
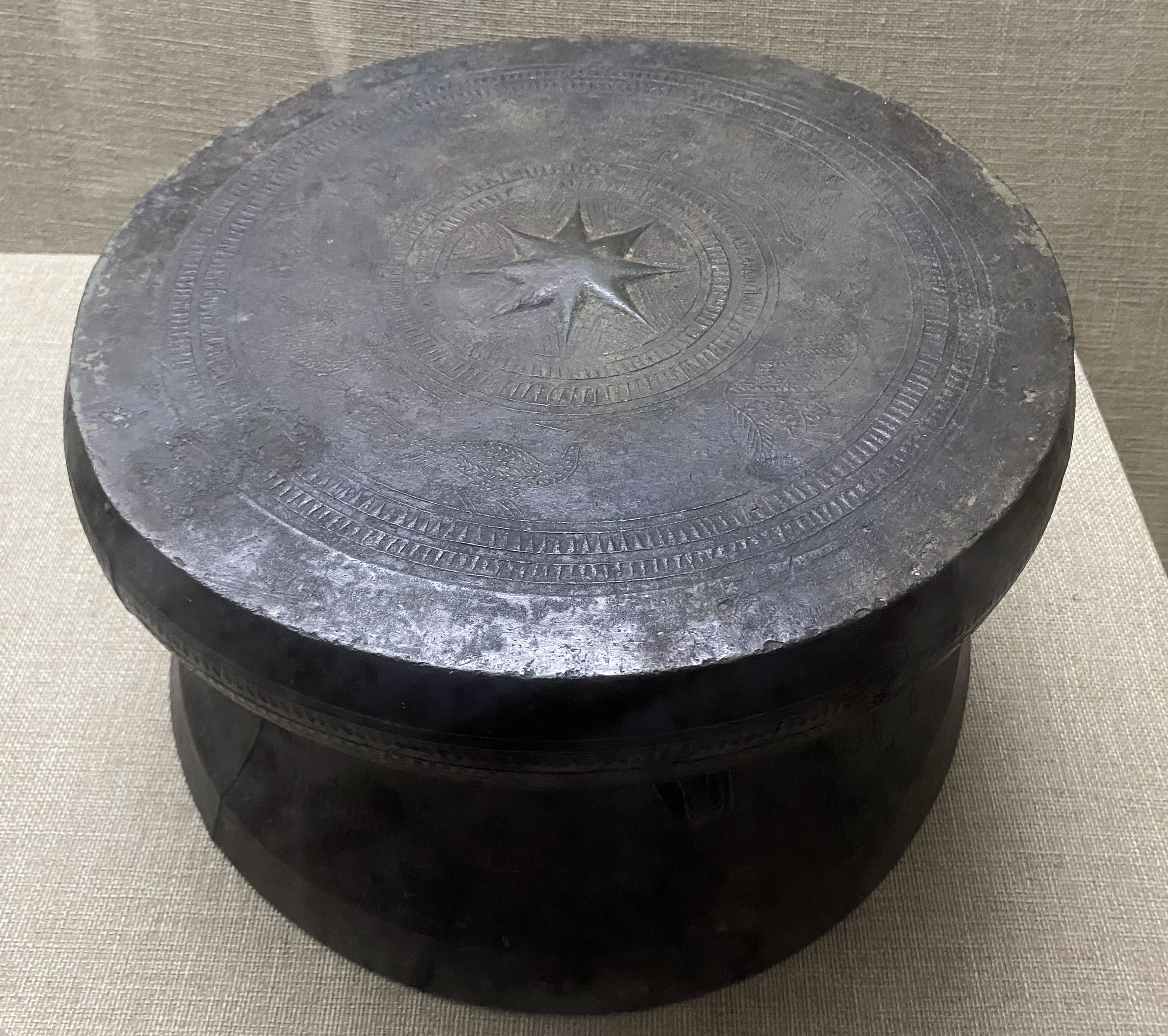
文山州博物馆孟梅1号铜鼓，西汉石寨山型
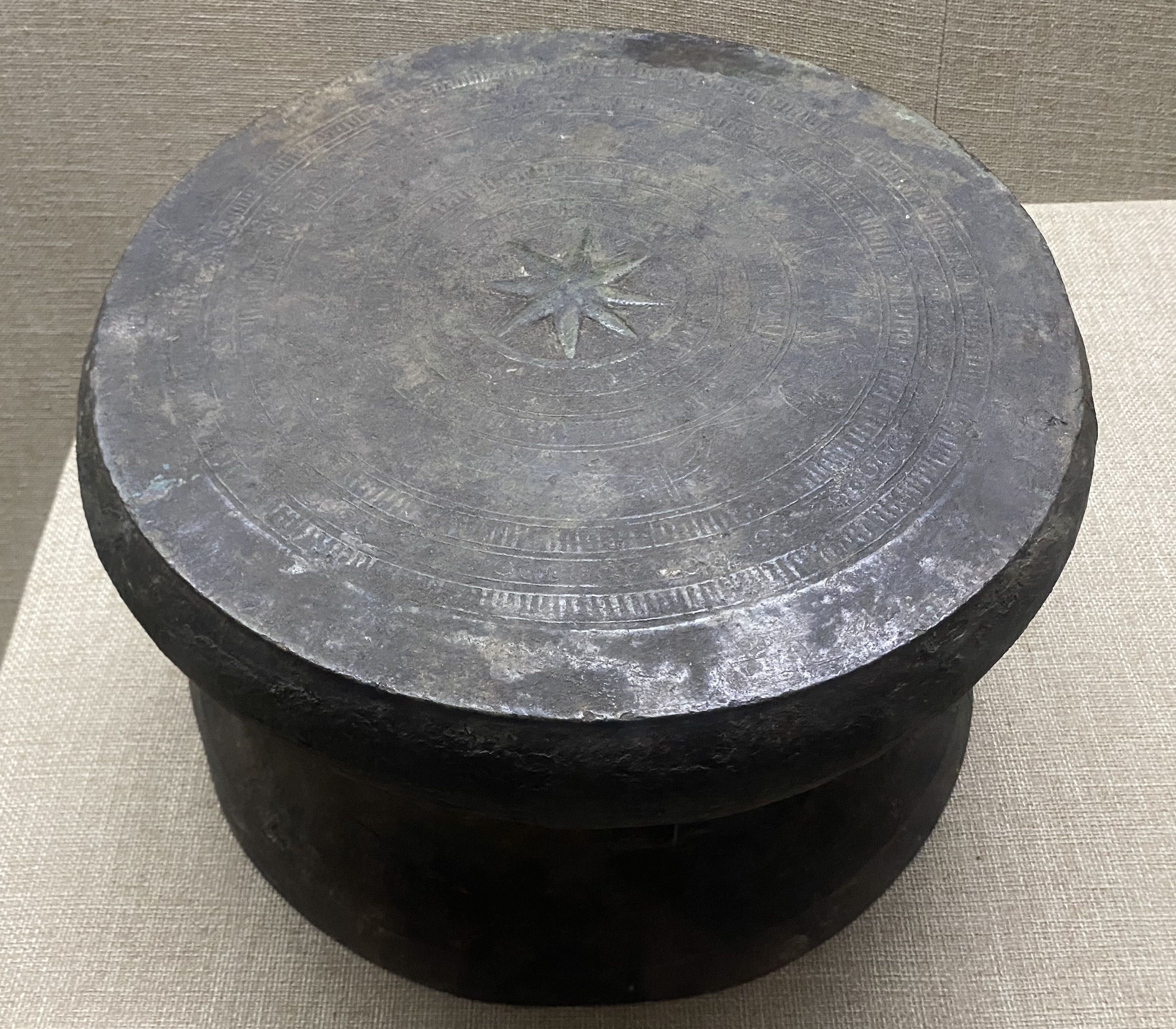
文山州博物馆孟梅2号铜鼓，西汉石寨山型